# Drimia aurantiaca
Drimia aurantiaca là một loài thực vật có hoa trong họ Măng tây. Loài này được (H.Lindb.) J.C.Manning & Goldblatt mô tả khoa học đầu tiên năm 2003.